# 103P/Hartley
El Cometa Hartley 2, conocido oficialmente como 103P/Hartley 2 (donde P/ hace referencia a que es periódico), es un pequeño cometa que orbita en torno al Sol con un período de 6.46 años. Fue descubierto por el astrónomo Malcolm Hartley en 1986 utilizando el Telescopio Schmidt del observatorio de Siding Spring (Australia).

## Características
Se estima que su núcleo tiene un tamaño entre los 1200 y los 1600 metros, según las recientes observaciones del Spitzer Space Telescope (agosto de 2008): su albedo, muy reducido, se aproxima a 0.028 de modo que está cubierto de cuerpos carbonados muy oscuros, probablemente hidrocarburos. La masa se calcula en torno a  3 × 10^11 kg. Las imágenes tomadas desde Arecibo con la gran antena de radio/radar de 300 metros, el 28 de octubre de 2010, mostraron un núcleo altamente elongado de unos 2.2 km en su eje mayor que rotaba con un período de unas 18 horas.

## Acercamientos a la tierra

### 2010
En su aproximación al Sol del año 2010 fue visible en las constelaciones de Casiopea, Perseo y Auriga, pudiendo llegar a ser visible a simple vista (aunque con dificultad debido a la Luna llena) a mediados de octubre del mismo año desde lugares con cielos oscuros. Precisamente alcanzó su mínima distancia a nuestro planeta el 20 de octubre situándose a tan solo 0.12 Unidades Astronómicas. Pocos días después, el 28 de octubre, pasó por el perihelio situándose a poco más de 157 millones de km del sol.
Su último perihelio registrado, ocurrió en abril de 2017.
Su próximo perihielo será aproximadamente en el 2023.

## Sobrevuelo de la sondaDeep Impact
Este cometa fue sobrevolado por la sonda espacial Deep Impact (que forma parte de la Misión EPOXI) el 4 de noviembre de 2010, llegando a aproximarse a solo unos 700 km del mismo, y penetrando profundamente en su coma interna. Durante el sobrevuelo, las cámaras de alta resolución comprobaron que su núcleo, doble y con forma de cacahuete, parece estar formado por dos cuerpos esferoidales unidos por un puente de materia inactiva: es posible que sea fruto de una "colisión a baja velocidad" entre dos planetesimales, los cuales quedaron fusionados tras el impacto inelástico. Las cámaras capturaron también la emisión de volátiles (gases y polvillo) desde los núcleos.